# Hietasaari (ö i Södra Savolax, Nyslott, lat 61,91, long 28,81)
Hietasaari är en ö i Finland. Den ligger i sjön Haukivesi och i kommunen Nyslott i  landskapet Södra Savolax, i den sydöstra delen av landet, 280 km nordost om huvudstaden Helsingfors. Öns area är 0,8 hektar och dess största längd är 120 meter i sydväst-nordöstlig riktning.